# Isozulia flamen
Isozulia flamen är en insektsart som beskrevs av Ronald Gordon Fennah 1953. Isozulia flamen ingår i släktet Isozulia och familjen spottstritar. Inga underarter finns listade i Catalogue of Life.